# Тифоидна треска
Коремният тиф е сериозно заболяване на храносмилателната система, причинено от бактерията Salmonella typhii, разновидност на бактериите на салмонелата. Те са грам-отрицателни, пръчковидни и ресничести. Бактериите притежават сложна антигенна структура и отделят ендотоксин, който при разпадането си уврежда почти всички органи.
Важно е да се прави разлика между коремния тиф, причинен от този вид, и нормалната стомашно-чревна инфекция, която би могла да бъде причинена от него или от други видове салмонела (Salmonella), особено Salmonella choleraesuis и Salmonella enteritidis. Бактерията, която причинява този тиф, се среща само при хората и се предава чрез замърсени вода или храна, главно продукти от домашни птици и яйца, които не са били обработени достатъчно. Заразяването може да стане също така при контакт с болен или бактерионосител. Бактериите преминават чрез храносмилателната система в лимфната мрежа и кръвта. Инкубационният период варира от 2 до 21 дни при различните видове тиф.

## Симптоми
- Може да причини окапване на косата
- Повишаване на телесната температура, която в рамките на 6 дни достига 39 – 40 °С и се задържа две-три седмици. Болки в гърба се проявяват в началните стадии на болестта.
- Обща отпадналост, главоболие и безсъние. В по-тежките случаи могат да се появят халюцинации.
- Езикът е сух, покрит с кафяв налеп. На 10 – 11 ден от болестта се появяват характерните за тифа коремни обриви. Те представляват малки червени петна с големина 2 – 3 mm, разположени по кожата в горната част на тялото и по корема. Черният дроб и далакът се увеличават. Появява се треска.
- Пулсът е забавен и слаб. В началния период на заболяването има запек, а впоследствие се появява умерена диария, като изпражненията са средни понякога примесени с кръв. В изпражненията има парченца от червата на човек.
- След време 75% от жертвите умират от сърдечна недостатъчност. При лечение с антибиотици болестта спира развитието си и имунната система я унищожава.

## Лечение
Наложително е (поради възможност от настъпване на чревна перфорация или кръвоизлив) лечението на тиф да се извърши в болнично заведение (инфекциозно отделение), където се прилагат широкоспектърни антибиотици, субституиращи коктейли (съдържащи солеви разтвори, глюкоза, антипиретици, спазмолитици, аналгетици и други лекарства).

## Профилактика
Съществува противотифна ваксина, до която се прибягва при опасност от тифна епидемия. За профилактика в бита се препоръчва висока лична хигиена.